# 高塚雄介
高塚 雄介（たかつか ゆうすけ、1945年 - ）は、カウンセラー、明星大学名誉教授。

## 略歴
大連市生まれ。中央大学文学部卒。臨床心理士。中央大学学生相談室・早稲田大学学生相談センター（現総合健康教育センター）勤務を経て、2001年常磐大学コミュニティ振興学部ヒューマンサービス学科助教授。2006年明星大学人文学部教授。この間、東京都教育相談員・都立教育研究所講師、東京学芸大学保健管理センター・カウンセラー、東京都立松沢看護専門学校等複数の看護・福祉関係の専門学校で講師・カウンセラー等を務める。日本精神衛生学会理事長、日本電話相談学会常任理事、日本外来精神医療学会理事。

## 著書
- 『ひきこもる心理とじこもる理由 自立社会の落とし穴』学陽書房 2002

### 共編著
- 『アドバイス56 より豊かな学生生活のための情報と助言』編著 双文社 1982
- 『学校メンタルヘルス実践事典』児玉隆治共編 日本図書センター 1996
- 『電話相談の実際』佐藤誠,福山清蔵共著 双文社 1999
- 『学校社会とカウンセリング 教育臨床論』東清和共編著 学文社 早稲田大学教育総合研究所叢書 2000
- 『人間関係と心の健康 心理臨床からの考察』編 金剛出版 2000
- 『電話相談の実際 続(各論編)』佐藤誠, 福山清蔵共著 双文社 2005
- 『臨床心理学 やさしく学ぶ』石井雄吉,野口節子共編著 医学出版社 2009

### 翻訳
- B.ジャスティス, R.ジャスティス『ブロークン・タブー 親子相愛の家族病理』山田和夫共訳 新泉社 1980
- ジュール・グレン, マーク・カンザー編『シュレーバーと狼男 フロイト症例を再読する』馬場謙一監訳 岡元彩子共訳 金剛出版 2008

## 参考
- ISBN　978-4-313-86006-3
- 『現代日本人名録』2002年